# Pernille Wibe
Pernille Bjørseth Wibe, née le 17 avril 1988 à Oslo, est une handballeuse internationale norvégienne qui évolue au poste de pivot.

## Biographie
En 2013, elle atteint la finale de la Ligue des champions avec son club de Larvik HK. Grâce à son ancienne coéquipière de Bækkelagets, Charlotte Mordal, qui la tenait au courant depuis trois ans des avancées du club d'Issy Paris Hand, elle y signe un contrat d'un an renouvelable pour la saison 2013-2014. Dès sa première saison au club francilien, elle se qualifie pour trois finales (Coupe Challenge, Coupe de France, Championnat de France).
En 2015, elle remporte le championnat du monde au Danemark en battant les Pays-Bas en finale. Après quatre années dans le club isséen, elle décide en 2017 d'arrêter la compétition . Début novembre 2018, elle sort de sa retraite et signe comme joker médical de Mathilde Kristensen (en) avec le club norvégien de Vipers Kristiansand.

## Palmarès

### En club
compétitions internationales
- finaliste de la Ligue des champions en 2013 (avec Larvik)[8]
- troisième de la Ligue des champions en 2019 (avec Vipers Kristiansand)
- finaliste de la coupe Challenge en 2014 (avec Issy Paris Hand)

compétitions nationales
- championne de Norvège en 2012 et 2013 (avec Larvik HK)
- vainqueur de la coupe de Norvège en 2012 et 2013 (avec Larvik HK)
- vice-championne de France en 2014 (avec Issy Paris Hand)
- finaliste de la coupe de France en 2014 et 2017 (avec Issy Paris Hand)

### Avec la sélection norvégienne
championnat du monde
- vainqueur du championnat du monde 2015

Championnat d'Europe 
- vainqueur du championnat d'Europe 2014

## Galerie

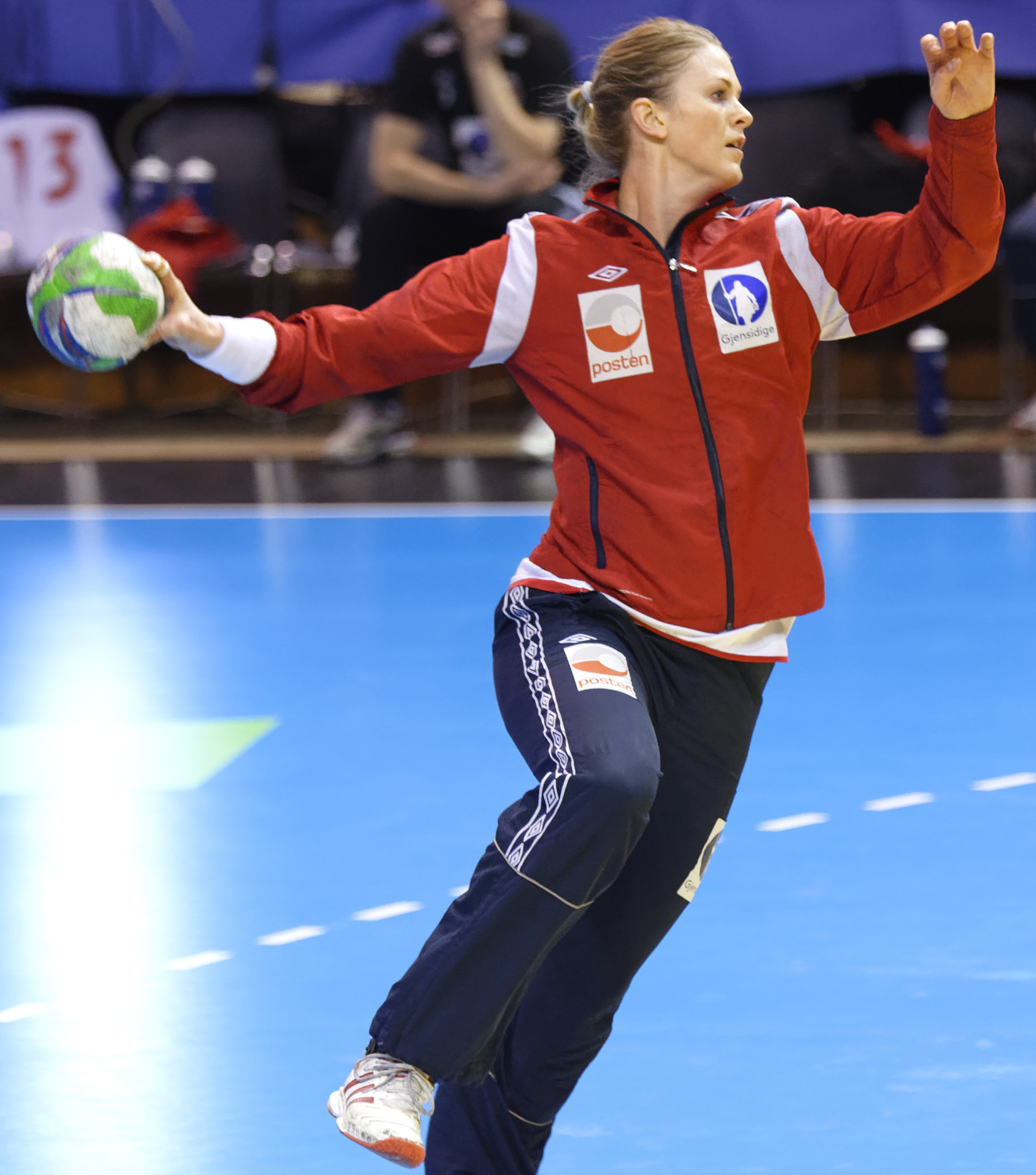
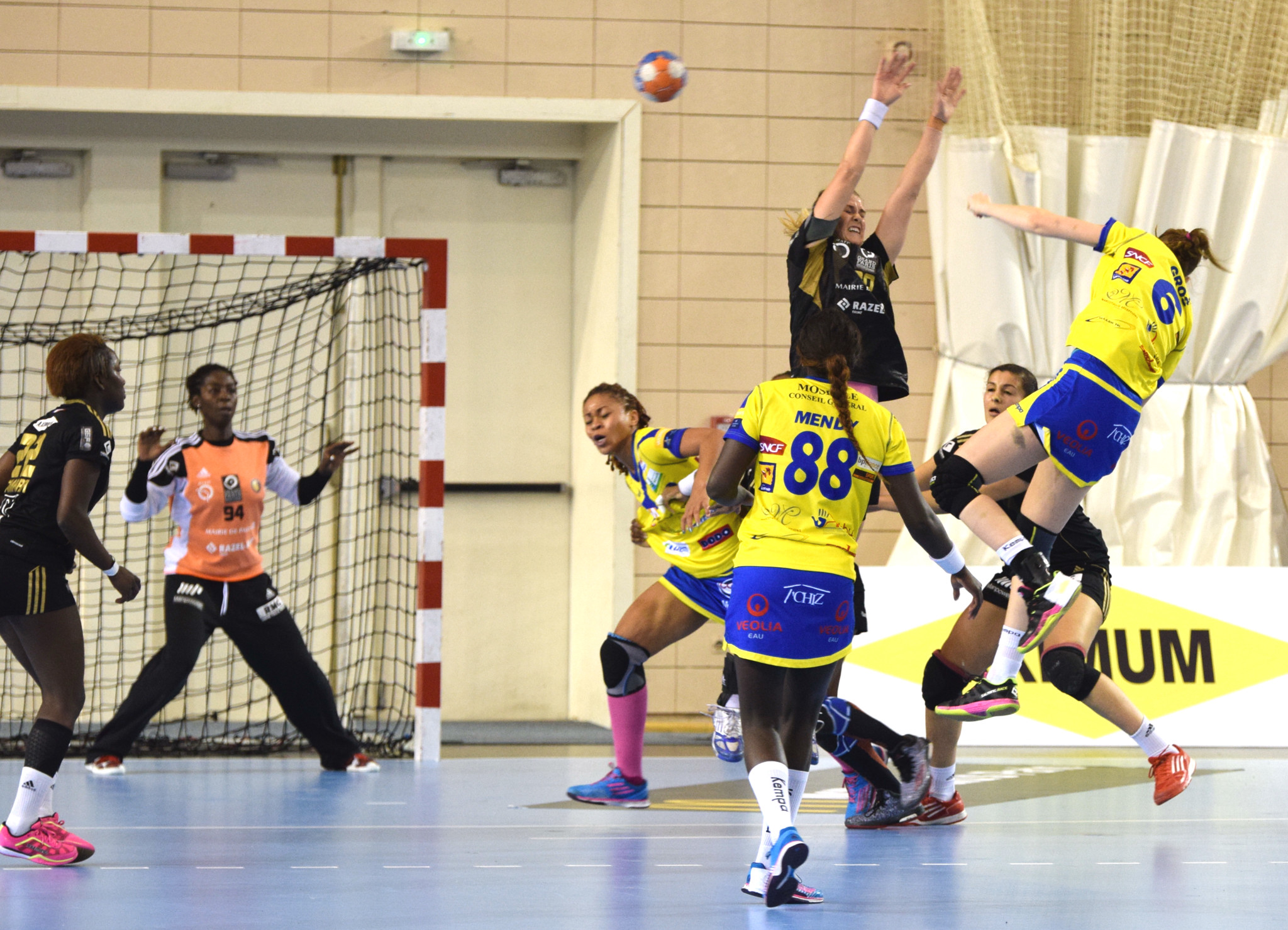
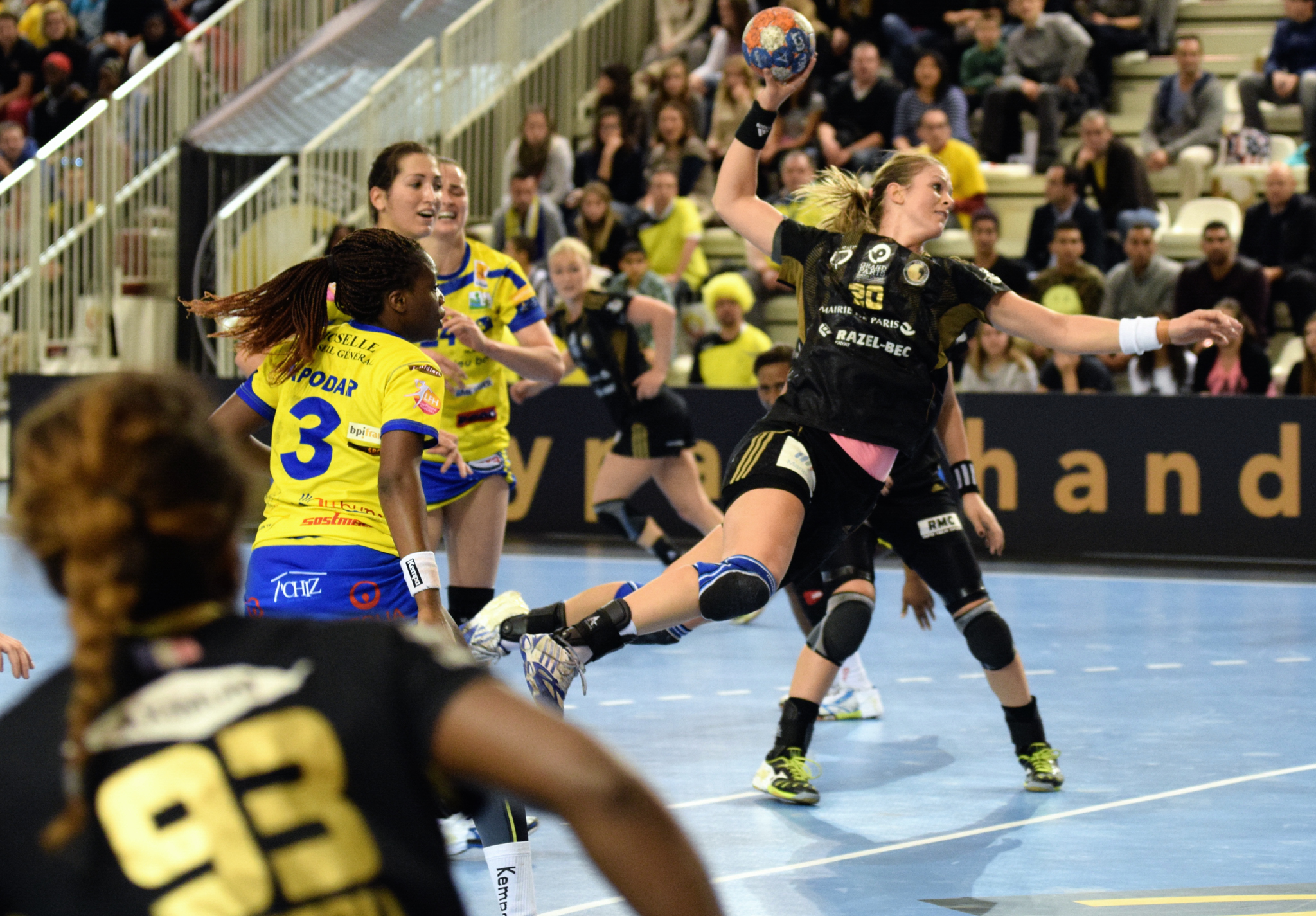